# Penismanschette
Eine Penismanschette ist ein erotisches Hilfsmittel, um einerseits die Erektion des Mannes zu steigern und zu verlängern als auch das Lustgefühl und Lustempfinden bei der Frau oder dem rezeptiven Partner zu intensivieren.
Penismanschetten sind meist aus Gummi, Latex oder Leder. Die Oberfläche kann glatt, genoppt, gerillt oder mit einer sonstigen Struktur versehen sein. Sie können mit metallenen Einsätzen (Ringen, Kugeln etc.) versehen werden, um ein noch stärkeres und intensiveres Lustempfinden für beide Teile hervorzurufen.